# Phygadeuon sacharovi
Phygadeuon sacharovi är en stekelart som beskrevs av Meyer 1930. Phygadeuon sacharovi ingår i släktet Phygadeuon och familjen brokparasitsteklar. Inga underarter finns listade i Catalogue of Life.